# Bordj-Mira
La ville de Bordj-Mira est le chef-lieu de la commune de Taskriout et le point de passage vers Sétif, Kherrata et la commune d'Aït-Smail.